# モンテ・ゾンコラン
モンテ・ゾンコラン（Monte Zoncolan）は、イタリア、フリウリ＝ヴェネツィア・ジュリア州に位置する、カルニケ・アルプス山系の山。標高1750m。日本語では、ゾンコラン山、ゾンコラン峠とも称されている。
自転車ロードレース大会である、ジロ・デ・イタリアでは過去に7度（2003年、2007年、2010年、2011年、2014年、2018年、2021年）、同じくジロ・ローザでは過去に1度（1997年）、当山がゴール地点としてコース設定された。

## 概要
当山へは、オヴァーロ、ストリオ、プリオーラの3地点からのアクセスが可能となっている。
- オヴァーロ起点
  - 最も厳しい行程となっている。また、欧州では最も厳しい山岳行程として名高く、ブエルタ・ア・エスパーニャにおいてレース行程として設定されるスペインのアングリルと双璧の存在とも言われる。水平距離換算にして約10.5km。平均11.2％の勾配がある上に、標高約900m地点付近では同区間最大の22％勾配、同1210m地点付近では20％勾配という、激坂が待ち構えている。標高約680m付近にあるリアリース村を通過するあたりから急激に勾配がきつくなり、約3～8km地点（水平距離換算）においては、平均で15％以上にも及ぶという大変な勾配区間となっている。その後はトンネル区間に入ることから、約4.5～7％程度となるものの、残りあと500m付近より、12％程度の勾配になる。2007年のジロ・デ・イタリア第17ステージではこのコースが設定され、イタリアのジルベルト・シモーニが1位でゴールした。また、2010年のジロ・デ・イタリア第15ステージもこのコースが設定され、イタリアのイヴァン・バッソが1位でゴール[1]。またバッソは2010年のジロ総合優勝も果たした。

- ストリオ起点
  - オヴァーロ起点ほどではないが、こちらも厳しい行程となっている。水平距離換算にして約13.5km。平均9％の勾配となっており、標高1210m地点付近では約23％勾配という激坂となっている。また、行程残り3.5kmは平均13％の勾配となっており、ゴール直前には最大27％の勾配が待ち構えている[2]。2003年のジロ・デ・イタリア第12ステージではこのコースが設定され、イタリアのジルベルト・シモーニが1位でゴール。またシモーニは、同年のジロ・デ・イタリアで総合優勝も果たした。2021年のジロ・デ・イタリア第14ステージでも採用された[2]。また、ジロ・ローザでは1997年に設定され、ファビアーナ・ルペリーニが1位でゴールした。

- プリオーラ起点
  - ストリオ起点に置き換えられた最も古い道路。2005年秋に舗装道が完成したが、ジロ・デ・イタリアで使われたことはない。水平距離換算にして約8.9km。平均12.8％の勾配となっている。低地部は切り立っており、ところどころにヘアピンカーブが待ち構えるが、平坦部も織り交ぜられるなど、上記2起点と比較すると難度はそれほど高くない。但し、山頂まで残り約3.5km地点に約23％の激坂が待ち構えている。